# اکتور کاردناس
اکتور کاردناس (اسپانیایی: Héctor Cárdenas‎؛ زادهٔ ۲۸ اوت ۱۹۷۹) مربی فوتبال اهل کلمبیا است.